# West-Schelfeis
Koordinaten: 66° 40′ S, 85° 0′ O
Das West-Schelfeis (vormals West-Eis und West-Barriere) ist ein markantes, 16.370 km² großes Schelfeis, das sich über eine Strecke von rund 280 Kilometern zwischen der Barrierevika und der Posadowskybai an der Küste des ostantarktischen Prinzessin-Elisabeth-Lands befindet.
Entdeckt und benannt wurde es vom deutschen Polarforscher Erich von Drygalski bei der Gauß-Expedition (1901–1903). Das Toponym resultierte aus der geographischen Position, in der Drygalski das Schelfeis sichtete und wo das Expeditionsschiff Gauß schließlich zwischen dem 22. Februar 1902 und dem 8. Februar 1903 vom Packeis eingeschlossen wurde.